# Seniorenzahnmedizin
Die Seniorenzahnmedizin hat die Aufgabe, den älteren Menschen nach dem Abschluss der zweiten Lebensphase in seiner dritten (fitte Senioren), vierten (gebrechliche Senioren) und fünften (pflegebedürftige Senioren) Lebensphase zahnmedizinisch zu begleiten. Dabei soll zu jedem Zeitpunkt die möglichst beste zahnmedizinische Versorgung mit einer hohen mundgesundheitsbezogenen Lebensqualität realisiert werden. Die Seniorenzahnmedizin betreut somit nicht das Alter zu einem bestimmten Zeitpunkt, sondern begleitet einen kontinuierlich fortschreitenden Prozess, das Altern bzw. das Älterwerden der Menschen. Insofern beschäftigt sich die Seniorenzahnmedizin mit Vertretern der Gesundheitswissenschaften, Ernährungswissenschaften, Pflegewissenschaften, Geriatrie und der Medizinethik in multi- und interdisziplinärer Zusammenarbeit gemeinsam mit wissenschaftlichen Fragestellungen zur oralen sowie allgemeinen Gesundheit und damit auch zur Lebensqualität der Betagten und Hochbetagten. Der Begriff Gerostomatologie kann als Synonym verwendet werden, wenn man den Begriff der Alterszahnmedizin aus Sorge vor einer Altersstigmatisierung nicht anwenden möchte. Der Begriff Alterszahnheilkunde hingegen gilt als veraltet, da er zu kurz greift, weil die Senioren nicht nur kurativ behandelt (Heilkunde), sondern in zunehmendem Maße auch präventiv betreut werden.

## Begriffe aus dem Gebiet der Seniorenzahnmedizin

### Versorgungsdiagnose
Die Versorgungsdiagnose in der Seniorenzahnmedizin beschreibt, wie und unter welchen Umständen ein älterer Patient lebt. Sie ist für jeden älteren Patienten zu erheben und wie die Anamnese immer wieder, mindestens einmal im Jahr, zu reevaluieren. Es wird unterschieden zwischen dem häuslichen Leben oder dem Leben in einer stationären Pflegesituation. Das häusliche Leben wird eingeteilt in: alleinlebend, mit Partner lebend, mit Kindern lebend und in einer Wohngemeinschaft lebend. Des Weiteren soll geklärt werden, ob bei den zu Hause Lebenden zurzeit pflegerische Unterstützung benötigt wird, wer diese ggf. durchführt und ob der Patient allein entscheidet oder andere Personen partizipativ in den Therapieentscheidungsprozess einzubeziehen sind. Hier ist vor allem auch zu klären, ob eine gesetzliche Betreuung für den Patienten eingerichtet ist. Der Versorgungsstatus kann im Anamnesebogen erfragt und die Versorgungsdiagnose dann im Rahmen des Anamnesegespräches durch den Zahnarzt gestellt werden.

### Nachsorgekompetenz
Nachsorgekompetenz beschreibt die Fähigkeit des Patienten (Eigennachsorgekompetenz) oder einer Person aus seinem Umfeld (Fremdnachsorgekompetenz), Mundhöhle und Zahnersatz zu reinigen und eine zahnmedizinische Dienstleistung regelmäßig, auch engmaschig, in Anspruch nehmen zu können. Vor jedweder Therapieplanung beurteilt der Zahnarzt auf der Basis der allgemeinmedizinischen und Sozial-Anamnese sowie unter Einschätzung der zahnmedizinischen funktionellen Kapazität die Nachsorgekompetenz seines Patienten. Dabei ist prospektiv zu klären, wer bei womöglich zunehmender Gebrechlichkeit des Patienten die erforderlichen Hygieneleistungen erbringt, das tägliche Ein- und Ausgliedern von Zahnersatz durchführt bzw. trainiert sowie die Organisation und Durchführung von Zahnarztbesuchen gewährleistet. Mögliche Ansprechpartner sollten frühzeitig identifiziert und mit Namen, Anschrift und Telefonnummer in der Patientendokumentation hinterlegt werden; dazu kann die entsprechende Frage in den Anamnesebogen eingegliedert sein. 